# Печёркино (Кемеровская область)
Печёркино — село в Гурьевском районе Кемеровской области. Входит в состав Новопестеревского сельского поселения.

## География
Центральная часть населённого пункта расположена на высоте 229 метров над уровнем моря.

## Население
По данным Всероссийской переписи населения 2010 года, в селе Печёркино проживает 166 человек (89 мужчин, 77 женщин).